# Bătătură
Bătăturile sau medical hipercheratozele  sunt zone ale pielii unde se produce o acumulare de cheratină cauzată de compactarea celulelor inerte ale epidermei ca răspuns al unui stimul, de obicei frecare sau atingere repetată. Bătăturile sunt un mecanism natural de apărare al organismului care din cauza unor încălțăminte nepotrivite sau deteriorate sau a unui mers defectuos pielea este supusă unei greutăți sau uzuri mari. Bătăturile interdigitale pot apărea datorită presiunii exercitate de oasele falange asupra pielii din cauza încălțămintei prea strâmte. De asemenea, pot apărea bătături și la palmele muncitorilor care folosesc excesiv mâinile.

## Tratament
Bătăturile de la laba piciorului sunt un semn de sarcină excesivă asupra zonei afectate și trebuie consultată de către medicul podolog.Tratamentul convențional este cel chirurgical de înlăturare cu ajutorul  bisturiului, în actualitate, mai ales a celui electric. Odată curățată zona de excesul de cheratină, locul rămâne sănătos însă din cauza factorului etiologic, care este încă prezent, bătătura va reapărea într-o oarecare perioadă de vreme. Din această cauză, medicul podolog curant va trebui să încerce să înlăture atât excesul de cheratoză, cât și factorii care duc la formarea bătăturilor, și să compenseze problema prin tălpici, încălțăminte ortopedică etc.